# Класификација гмизаваца
Овом класификацијом обухваћене су поткласе рецентних представника гмизаваца.
1. поткласа Anapsida
ред корњаче (Testudines, Chelonia)
подред Cryptodira
породица Chelydridae
породица слатководне корњаче (Emydidae)
породица терестичне корњаче (Testudinidae)
породица Geoemydidae
породица Carettochelyidae
породица Trionychidae
породица Dermatemydidae
породица Kinosternidae
породица Cheloniidae
породица Dermochelyidae
подред Pleurodira
породица Chelidae
породица Pelomedusidae
породица Podocnemididae
2. подкласа Lepidosauria
ред Rhynchocephalia
подред Sphenodontida
породица Sphenodontidae
врста таутера, хатерија (Sphenodon punctatum)
ред змије и гуштери (Squamata)
подред гуштери (Lacertilia)
породица агаме (Agamidae)
породица камелеони (Chamaeleonidae)
породица игуане, легвани (Iguanidae) 
подпородица Corytophaninae
подпородица Crotaphytinae
подпородица Hoplocercinae
подпородица игуане Iguaninae
подпородица Leiocephalinae
подпородица Leiosaurinae
подпородица Liolaeminae
подпородица Oplurinae
подпородица Phrynosomatinae
подпородица Polychrotinae
подпородица Tropidurinae
породица гекони (Gekkonidae)
породица Pygopodidae
породица Dibamidae
породица Cordylidae
породица Gerrhosauridae
породица Gymnophthalmidae
породица теииде (Teiidae)
породица прави гуштери (Lacertidae)
породица сцинкуси, роваши (Scincidae)
породица Xantusiidae
породица безноги гуштери (Anguidae)
породица Anniellidae
породица Xenosauridae
породица отровни гуштери (Helodermatidae)
породица безухи гуштери (Lanthanotidae)
породица варани (Varanidae)
подред Amphisbaenia
породица Amphisbaenidae
породица Trogonophidae
породица Bipedidae
подред змије (Ophidia)
породица Anomalepidae
породица Typhlopidae
породица Leptotyphlopidae
породица Aniliidae
породица Anomochilidae
породица удави (Boidae)
породица Bolyeridae
породица Cylindrophiidae
породица Loxocemidae
породица змије са штитастим репом (Uropeltidae)
породица Xenopeltidae
породица брадавичасте змије (Acrochordidae)
породица Atractaspididae
породица смукови (Colubridae)
породица кобре, мамбе, крајтови и коралне змије (Elapidae)
породица љутице (Viperidae) 
подпородица Azemiopinae
подпородица Causinae
подпородица звечарке (Crotalinae)
подпородица праве випере (Viperinae)
3. поткласа Archosauria
ред крокодили (Crocodylia)